# Jack L. Warner
Jack Leonard "J. L." Warner (n. 2 august 1892, London, Ontario – d. 9 septembrie 1978) a fost un producător american de filme care a înființat și condus alături de frații săi studiourile Warner Bros. din Burbank, California. Cariera lui Warner s-a întins de-a lungul a peste patruzeci și cinci de ani, mai mult decât a oricărui mogul holywoodian.

## Legături externe
- Jack L. Warner la Internet Movie Database